# Comuna Brahînivka, Petropavlivka
Brahînivka (în ucraineană Брагинівка) este o comună în raionul Petropavlivka, regiunea Dnipropetrovsk, Ucraina, formată din satele Bohdano-Verbkî, Brahînivka (reședința), Novoverbske, Oleksandrivka, Șevcenka, Sonțeve și Zelenîi Hai.

## Demografie
Componența lingvistică a satului Brahînivka
     Ucraineană (69,53%)
     Rusă (29,16%)
     Alte limbi (0,05%)
Conform recensământului din 2001, majoritatea populației satului Brahînivka era vorbitoare de ucraineană (69,53%), existând în minoritate și vorbitori de rusă (29,16%).